# Nissan Santana
Der Nissan Santana ist ein in Lizenz (erteilt von Volkswagen) gefertigtes PKW-Modell und wurde zwischen 1984 und 1990 von Nissan gebaut. Der Volkswagen-Konzern erhoffte sich dadurch einen leichteren Einstieg in den japanischen Automobilmarkt. Der erhoffte Erfolg blieb jedoch aus – nur ein kleiner Kundenkreis interessierte sich für die europäischen Modelle. 